# Die Geschichten der Westküste
Die Geschichten der Westküste ist eine Romantrilogie der US-amerikanischen Autorin Ursula K. Le Guin, die aus den Romanen Gifts (2004), Voices (2006) und Powers (2007) besteht.
Die Trilogie hatte den Ursprungsgedanken, was passieren würde, wenn ein Kind eine besondere Fähigkeit hat. In Wirklichkeit hat das Kind allerdings eine andere, komplett unbekannte Fähigkeit; wie reagieren Mitmenschen auf diese neue Gabe. Außerdem war es Le Guin wichtig, dass alle drei Werke das Lesen, Schreiben und Erzählen von literarischen Werken beinhalten, da dies Hauptaktivitäten der Protagonisten der unterschiedlichen Romane sind.Die Geschichten der Westküste gehören nicht nur zu Le Guins letzten Werken, sondern auch zu einer ihrer kürzeren Romanreihen.

## Allgemeine Informationen
Die Trilogie ist untereinander verbunden, da die Protagonisten Orrec und Gry aus dem ersten Buch in den beiden Folgenden erscheinen. Außerdem hat Memer aus dem zweiten Buch in dem dritten Buch einen kurzen Auftritt. Bei allen drei Romanen handelt es sich um Geschichten des Erwachsenwerdens der Charaktere und die zentralen Themen der Sklaverei, Stadtbesetzung und mysteriösen Gaben.
Geographisch finden alle drei Handlungsstränge an der fiktiven Region Westküste statt, welche eine Wüste im Osten hat. Die Westküste besteht aus vielen Stadtstaaten. Hierbei spielt das erste Buch in den sogenannten Uplands, einer Region, welche im Norden der Westküste liegt und als abgeschottete, ärmliche Gegend bekannt ist. Das zweite Buch handelt in der Stadt Ansul, welche im Süden liegt. Diese Stadt steht hierbei unter Besetzung durch das Wüstenvolk der Alds. Die Stadt ist eine Republik, in welcher der freie Wille eine hohe Bedeutung hat. Das dritte Buch spielt in Etra, einer Stadt, inmitten der Stadtstaaten und liegt somit zentral an der Küste. Dieses Buch zeigt Elemente der Sklaverei.

## Gifts
Der erste Roman, Gifts wurde im März 2006 in die deutsche Sprache übersetzt. Er handelt von dem 16-Jährigen Orrec und der 16-Jährigen Gry, welche in den Uplands leben und enge Freunde sind. Hier leben die Menschen in Clans, welche gegeneinander ums Überleben kämpfen und sich bekriegen. Die einzelnen Menschen haben verschiedene Gaben, wie beispielsweise das Rufen von Tieren, was Grys Gabe ist, oder das „Rückgängig Machen“, was Orrecs Gabe ist. Orrecs Vater ist Canoc, ein Uplander der ebenfalls die Gabe des „Rückgängig Machens“ hat. Er fand seine Frau, Orrecs Mutter, Melle, als er außerhalb der Uplands eine Frau suchte. Melle war, im Gegensatz zu den Uplandern, gebildet und konnte lesen und schreiben. Sie erzählte Orrec und Gry gerne Geschichten, welche sie auch niederschrieb. Innerhalb des Romanes spielen die Gaben eine wichtige Rolle, da sie überlebensnotwendig sind. Dementsprechend wird immer gespannt darauf gewartet, dass die Kinder ihre Gaben entwickeln, was bei Orrec verhältnismäßig lange dauerte und viel Druck auslöste.

### Inhalt
Als Orrec mit Canoc und einem Farmer unterwegs ist, wird Canoc beinahe von einer Schlange attackiert, wovor Orrec versucht seinen Vater zu warnen. Jedoch hat Orrec die Schlange auf einmal „rückgängig gemacht“. Dies passiert allerdings unterbewusst. Dies startet ein erstes Unbehagen Orrecs mit seiner Gabe. Als die drei ein andermal unterwegs sind, treffen sie auf Ogge, welcher seinen Besuch ankündigt. Hierbei lädt er Orrecs Familie ein, ihn zu besuchen. Ogge kann durch seine Gabe beispielsweise Menschen langsam sterben lassen.
Vor dem Besuch bei Ogge macht Orrec versehentlich aus rein negativer Emotion seinen Hund rückgängig, sodass dieser stirbt. Hierdurch wird seine Angst vor seiner Gabe und der mangelnden Kontrolle so groß, dass er sich seine Augen verbindet, bis er seine Fähigkeit kontrollieren kann. Bei dem Besuch in Ogges Gebiet zeigt dieser eine Obsession mit Melle, weshalb sie sich entscheiden, früher nach Hause zurückzukehren. In der Nacht, bevor sie zurückkehren, hilft Melle einem kranken Kind und fühlt sich selbst im Anschluss krank.
Zuhause angekommen geht es Melle schlechter, da sie eine Fehlgeburt hatte, und Orrec stellt die Vermutung auf, dass Ogge Melle hat erkranken lassen. Über das folgende Jahr hinweg wird Orrecs Mutter immer kränker, bis sie ein Jahr und einen Tag nach dem Besuch bei Ogge stirbt. Während ihrer Krankheitszeit reden sie und Orrec viel über Geschichten und Melle schreibt diese nieder. Nach Melles Tod und in seiner Trauer nimmt Orrec erstmals im Alleinsein seine Augenbinde ab, um ein Buch seiner Mutter im Privaten zu lesen. Dieses Lesen wird zur Tradition für Orrec und zu etwas, worauf er sich freut. Des Weiteren stellt Gry die Theorie auf, dass die Gaben eigentlich für positive Dinge und nicht zur Zerstörung verwendet werden sollten. Außerdem erzählt Orrec eine Geschichte, bei der alle Zuhörer gespannt zuhören. Diese Erzählung hört auch ein dort anwesender Lowlander, welcher zum aktuellen Zeitpunkt zu Besuch ist. Dieser erzählt, dass Gry und Orrec in den Lowlands dank ihrer Gaben sehr beliebt wären, wobei er Orrecs Gabe als die des Machens und Erzählens klassifiziert. Anschließend denkt Orrec selbst über seine Gabe nach und stellt die Vermutung auf, dass er in allen Situationen nicht das jeweilige Tier „rückgängig gemacht“ hat, sondern dies immer sein Vater war. Daraufhin konfrontiert er Canoc, welcher Orrecs Theorie bestätigt.
Nachfolgend entfernt Orrec seine Augenbinde und geht wieder seinem vorherigen Leben und Pflichten nach. Hierbei werden Orrec, Canoc und andere Farmer jedoch überfallen und Canoc stirbt. Nach der Beerdigung beschließen Orrec und Gry dem Rat des Lowlanders zu folgen und reiten, als verheiratetes Paar, in Richtung Süden.

### Überlebenskampf innerhalb des Romanes
In dem Roman Gifts, findet ein Überlebenskampf zwischen verschiedenen Clans in den Uplands statt. Jede einzelne Gruppierung will die individuelle Abstammung mit der eigenen Gabe verteidigen. Des Weiteren haben die Personen zum Teil Angst voreinander aufgrund der Stärke der Gabe.> So gibt es auch Clans, in welchen die Gabe nicht zum Kämpfen dient, weshalb sie weiter abgeschieden wohnen. Ein Beispiel hierfür ist die „Morga Abstammung“, welche innere Krankheiten und Schwächen sehen können.

### Rezensionen
Die Rezensionen verschiedener Literaturkritiker des Romans sind durchgehend gut. Das Buch sei authentisch und wird als Standard gesetzt. Dem Kritiker Bill Capossere falle es schwer, überhaupt etwas negatives zu finden. So sei der Plot voller Spannung und die Charaktere voller Dimension. Diese Punkte werden ebenfalls von Rich Horton gelobt. Ihm sei allerdings der Bösewicht zu fies.
Einen leichten Kontrast hierzu bildet die Goodreads-Statistik. Hier hat der Roman bei 9.894 Bewertung 3,75 von 5 Sternen erhalten.

## Voices
Der Roman Voices handelt von der Protagonistin Memer, welche von Geburt an ein Mitglied des Hauses Galvamand in der Stadt Ansul ist. Das Haus Galvamand hat eine geheime Bibliothek, zu welcher nur Memer und der Waylord, der Kopf des Hauses, Zutritt haben. Des Weiteren bietet der Waylord Memer an, sie im Lesen zu lehren. Schon bevor Memer geboren wurde, wurde Ansul von dem Wüstenvolk der Alds überfallen und eingenommen. Da die Alds Bücher als dämonisch ansehen, dürfen die Bücher die Bibliothek nicht verlassen. Andernfalls würden die Bücher mitsamt Memer und dem Waylord versenkt und somit vernichtet werden.

### Inhalt
Als Memer eines Tages zum Markt geht, hört sie auf ihrem Weg von der Ankunft eines Geschichtenerzählers aus den Uplands. Auf ihrem Rückweg zum Haus trifft sie auf Gry Barre, welcher sie einen Schlafplatz für sie und ihre Tiere anbietet. Nachdem Gry sich eingerichtet hat, gehen sie und Memer zurück zum Markt, um dort Grys Mann Orrec beim Geschichtenerzählen zuzuhören. Als die drei zurück zum Haus gegangen sind und gemeinsam essen, äußert Orrec sein Interesse an Büchern und offenbart seine und Grys Einladung zum Palast der Alds. Im Nachhinein berichten sie, dass sie von dem Gand Ioratth, welcher der Führer der Ansuler Alds ist, empfangen wurden und Orrec ihm Poesie vortrug. Zudem laden sie Memer ein, sie beim nächsten Mal zu begleiten.
Nach deren erneutem Besuch erklärt der Waylord Orrec, dass die Alds viel von ihm als Macher und Wahrheitserzähler halten. Überdies berichtet er von einer geplanten Rebellion der Bewohner Ansuls. Nachdem sie vom erneuten Palastbesuch zurückkehren, macht der Waylord Orrec klar, dass er auch für das Volk eine wichtige Rolle spiele, da das Volk auf ihn als Macher höre.
Anschließend erzählt der Waylord Memer von dem Orakel des Hauses, welches aus einer Wasserquelle in der geheimen Bibliothek und dem Brunnen außerhalb besteht. Nach einer öffentlichen, bewegenden Rede seitens Orrec am folgenden Tag, erhält er erneut eine Einladung zum Palast.
Im Anschluss an Orrecs und Grys erneutem Besuch wird der Palast der Alds von den Rebellen in Flammen gesetzt, wobei viele Alds und auch der Gand Ioratth ums Leben kommen. Durch den Tod Ioratths ist sein Sohn Iddor der neue Gand. Jedoch erfahren sie am nächsten Morgen, dass Iddor machthungrig war und den Tod seines Vaters vorgetäuscht hat. Als Iddor am nächsten Tag zum Haus Galvamand kommt, um den Tod des Vaters zu rächen, aktiviert der Waylord das Orakel, wodurch der Brunnen wieder funktioniert und das Orakel durch Memer als Medium sagt, dass jemand freigesetzt werden solle.
Darauf folgend geht Orrec mit einer Menschenmenge zum Palast und befreit Ioratth. Orrec hält eine Friedensrede und sagt, dass die Bewohner Ansuls ein Anrecht auf ihre Stadt haben. Allerdings gesteht der Gand, das dies außerhalb seiner Kontrolle liege.
Als Ruhe eingekehrt ist, erhalten sie das Angebot der Alds, dass Ansul ein unbesetzter Teil der beschützten Staaten von Asudar werden könne und im Gegenzug Steuern zahlen müsse. Durch die Annahme dieses Angebotes wird Ansul wieder zu einer freien Stadt, es kehrt Frieden ein, Memer erkennt ihre wichtige Rolle dem Haus gegenüber an und Gry und Orrec bieten Memer einen Platz bei deren Reisen an.

### Büchervernichtung
Die Büchervernichtung in Voices wird religiös begründet. Das Vernichten der Bücher lief so ab, dass bei dem Fund eines Buches die Priester der Alds kamen und daraufhin Sklaven das Buch im Kanal oder in der See mit Steinen beschwert versenkten. Im Anschluss wurden die Besitzer des Buches ebenfalls mit Steinen beschwert versenkt. Die Bücher wurden von den Alds verbannt, da diese dämonisch sind, weshalb die Priester die Bücher nicht selbst berühren. Allerdings galten nicht nur Bücher als dämonisch, sondern jegliche Form des geschriebenen Wortes. Diese Aversion übertrug sich allerdings nicht auf das gesprochene Wort. So sprach der Gand Ioratth beispielsweise gerne mit Orrec über Poesie und Geschichten und hörte sich diese an.
Außerdem nahm die Religion einen großen Einfluss auf die Art der Entsorgung der Bücher, da Bücher in Ansul nicht verbrannt werden durften. Dies liegt daran, dass Feuer mit dem Gott Atth der Alds in Verbindung steht, da er als „Brennender Gott“ bezeichnet wird. Somit wird den Büchern die Ehre des Brennens verweigert.

### Rezensionen
Voices wird von Kritikern gelobt. So schwärmt Lisa Goldstein von den gut entwickelten Charakteren, egal ob Neben- oder Hauptcharaktere. Dies trifft ebenfalls auf die gebaute Welt zu, welche real wirke. Zusätzlich lobt sie in höchsten Tönen, dass Le Guin in diesem Buch die Traditionen der Fantasyliteratur aufbreche. So werde der Roman nicht absurd und es existiere kein Kampf zwischen Gut und Böse. Ebenfalls lobt Rich Horton Le Guins gut ausgearbeitete Charaktere und erwähnt lobend, dass Voices auch als allein stehendes Buch gut zu lesen sei.
Die Goodreads Statistik zeigt bei 5344 Bewertungen 3,94 von 5 Sternen.

## Powers
Der Roman Powers spielt zunächst in der Stadt „Etra“, welche zu den Stadtstaaten gehört, die zentral an der Westküste liegen. Der Hauptcharakter ist der Sklave „Gavir“. Er und seine Schwester, Sallo, sind sogenannte Marsh Menschen. Gavir ist gebildet, hat Visionen von der Zukunft und ein photographisches Gedächtnis. Allerdings versteht sich Gavir nicht mit manchen anderen Sklaven des Hauses, wie beispielsweise dem Sklavenjungen „Hoby“.

### Inhalt
Zu Beginn der Handlung arbeiten Gavir und Sallo in ihrem Haus. Als einer der Söhne des Hauses 20 Jahre alt wird, wird ihm Sallo als Geschenkmädchen übergeben. Im weiteren Verlauf der Geschichte wird die Stadt plötzlich belagert. Während dieser Zeit der Belagerung arbeitet Gavir mit Sklaven anderer Häuser, welche ihn erstmals mit den Werken Orrecs bekannt machen. Später wird die Stadt Etra von ihrer eigenen Armee vor dem Angriff verteidigt. Als wieder Frieden eingekehrt ist, nimmt einer der Söhne des Hauses Sallo auf eine Frauenfeier mit, wobei diese ertrinkt. Im Anschluss ist Gavir voller Trauer und läuft weg.
Auf seiner Flucht wohnt Gavir bei einem Mann in einer Höhle im Wald, später mit anderen Sklaven im Wald, und zuletzt in einer Stadt voller ehemaliger Sklaven. Nach diesen drei Reisen beschließt Gavir, seine Familie in den Marshes zu suchen. Dort findet er auch nicht sein Zuhause und erhält stattdessen Visionen, die ihn vor seiner Zukunft und Verfolgung warnen. Er bricht wieder auf.
Auf seinem Weg zu der Universitätsstadt Mesun nimmt er, Melle, eines der Mädchen aus der Sklavenstadt mit, da diese komplett zerstört wurde. Als sie in einer Nacht in einem Gaststätte bleiben, hört Gavir, dass sie verfolgt werden. Später wird sich herausstellen, dass der Verfolger Hoby ist. Als Hoby Gavir und Melle gefunden hat, flüchten diese über einen Fluss und kommen im sklavenfreien Urdile an. Währenddessen schafft Hoby es nicht durch den Fluss und ertrinkt. Nach ihrer Ankunft in Mesun, treffen Gavir und Melle auf Orrec, Gry und Memer, mit welchen sie sich auf Anhieb verstehen. Außerdem bieten sie beiden eine Bleibe und Gavir einen Job an.

### Sklaverei
In dem Roman Powers, ist der Hauptcharakter ein Sklave. Sklaven kommen auf verschiedene Weise zur Familie. Sie werden gefangen, gezüchtet, gekauft oder geschenkt. Für männliche Sklaven ist die Freiheit nur durch einen heroischen Akt möglich, während es für weibliche Sklaven unmöglich erscheint. Außerdem sind sie niedriger gestellt und gelten als Objekte, da Sklaven keine legalen Rechte haben und somit weder heiraten dürfen noch einen Anspruch auf Kinder und Eltern erheben dürfen. Diese Separierung zeigt sich weiter dadurch, dass die Sklaven unter anderem getrennt von der Familie essen.
Das Kind einer Sklavin wird nach Geburt verkauft oder getauscht. Zudem werden Sklaven als Besitz und nicht als Menschen angesehen. Im Falle eines Angriffes werden alle männlichen Sklaven eingesperrt, während die Sklavinnen u. a. für die Versorgung zuständig sind. Sklaven dürfen keine Waffe berühren, da dies ein Verbrechen darstellt. Sklaven haben verschiedene Aufgaben. Manche haben eine Zukunft als Lehrer vor sich, andere Sklaven leisten schwerste physische Arbeiten. Außerdem werden den jungen Sklaven in manchen Häusern Geschichten und Literatur gelehrt. Zudem gibt es Städte, in welchen Sklaverei nicht existiert, beispielsweise Urdile, was sich nördlich der Stadt Etra befindet.

### Rezensionen
Der Roman Powers wird hoch gelobt. So sagt der Kritiker Rich Horton, dass es sich bei diesem Buch um seinen persönlichen Favoriten der Serie handle. Lisa Goldstein lobt zusätzlich, dass die dargestellten Gesellschaften, besonders die der Sklaven und die der Marsh-Menschen, genauestens in den Traditionen und Bräuchen beschrieben werde. Außerdem sei der Protagonist Gavir inspirierend, da er Bücher liebe, was den Lesern ein positives, empathisches Gefühl verleihe. Zusätzlich können die Leser auch die Lektion der Ausdauer von dem Charakter lernen.
Dieser Roman ist mit 4,05 von 5 Sternen bei 4754 Bewertungen bewertet.

## Werke
- Ursula K. Le Guin: Die wilde Gabe. Piper, München 2006, ISBN 978-3-492-70109-9.
- Ursula K. Le Guin: Annals of the Western Shore, Gifts, Voices, Powers. The Library of America, New York 2020, ISBN 1-59853-668-0.
- Ursula K. Le Guin: Gifts. Harcourt, Orlando, Fla. 2004, ISBN 0-15-205123-6.
- Ursula K. Le Guin: Voices. Harcourt, Orlando, Fla. 2008, ISBN 978-0-15-206242-2.
- Ursula K. Le Guin: Powers. Harcourt, Orlando, Fla. 2007, ISBN 978-0-15-205770-1.